# Muhoozi Kainerugaba
Muhoozi Kainerugaba (né le 24 avril 1974 à Dar es Salam) est un militaire ougandais. Fils du président Yoweri Museveni, il est commandant en chef de l'armée de terre ougandaise entre 2021 et 2022 puis commandant de l'armée ougandaise depuis 2024.

## Biographie

### Jeunesse et formation
Muhoozi Kainerugaba est né le 24 avril 1974 à Dar es Salam, en Tanzanie. Il est le premier enfant et le seul fils de Yoweri Museveni et Janet Museveni,, quoique d’aucuns citent Hope Rwaheru comme sa mère.
Muhoozi Kainerugaba suit des études en Tanzanie, au Kenya et en Suède. Il est diplômé de l'académie royale militaire de Sandhurst en Angleterre, ou plutôt au Royaume-Uni.

### Carrière militaire
Il devient commandant du SPF, le Special Forces Command, une unité d'élite.
En 2016, Muhoozi Kainerugaba est nommé major général.
En juin 2021, Muhoozi Kainerugaba est nommé commandant en chef de l'armée de terre ougandaise par Yoweri Museveni, commandant en chef de l'armée. Il remplace Peter Elwelu (en).
En novembre 2021, l'Ouganda et la République démocratique du Congo lancent une opération militaire conjointe, appelée Shujaa, dans l'est de la RDC en vue d'éliminer les Forces démocratiques alliées. Muhoozi Kainerugaba aurait joué un rôle important dans cette campagne,.
En janvier 2022, Muhoozi Kainerugaba se rend à Kigali, capitale du Rwanda voisin, pour discuter avec le président Paul Kagame. Les relations entre les deux pays sont tendues et la frontière est fermée depuis février 2019. Les discussions semblent porter leurs fruits puisque le Rwanda rouvre sa frontière peu après. Muhoozi Kainerugaba retourne voir Paul Kagame en mars.
En mars 2022, il annonce prendre sa retraite de l'armée, avant que cette information soit contredite,,.
En octobre 2022, il est remplacé par Kayanja Muhanga (en) à la tête de l’armée de terre. Cette décision arrive peu après plusieurs messages de Muhoozi Kainerugaba sur Twitter dans lesquels il déclare que l'armée ougandaise prendrait Nairobi, la capitale du Kenya voisin, en deux semaines. Ces messages, ainsi que d'autres s'ingérant dans la politique kenyane, créent une tension entre les deux pays. Kainerugaba est toutefois promu au grade de général et reste conseiller de son père pour les opérations spéciales,. Peu après, son père déclare dans une interview à la télévision kenyane avoir demandé à son fils d'arrêter d'utiliser Twitter. Mais Muhoozi Kainerugaba lui répond publiquement que personne ne peut lui interdire d'utiliser Twitter.
En mars 2024, Yoweri Museveni nomme Muhoozi Kainerugaba au poste de commandant en chef (Chief of Defence Forces (en)) de l'armée en remplacement de Wilson Mbadi (en).

### The Muhoozi project
En avril 2013, le général David Sejusa (en), ancien conseiller du président et coordinateur des services de renseignements, utilise pour la première fois publiquement le terme Muhoozi project. Il parle d'un plan organisé par le président Museveni visant à assassiner tout haut fonctionnaire s'opposant à une candidature présidentielle de Muhoozi Kainerugaba.
Plusieurs analystes et de nombreux Ougandais considèrent effectivement que le président Museveni veut faire de son fils, le prochain président de l'Ouganda,,,.
Muhoozi Kainerugaba fête son 48e anniversaire en avril 2022. À cette fête se trouvent le président rwandais Paul Kagamé, le Premier ministre ougandais Robinah Nabbanja ainsi que de nombreux militaires et personnalités politiques de haut rang. Pendant la semaine, des fêtes avec spectacles et nourritures se déroulent dans le pays.
Il annonce en mars 2023 être candidat à l'élection présidentielle prévue pour 2026 mais en septembre 2024, il déclare soutenir son père.